# Hercule Trachel
Hercule Trachel né le 5 juillet 1820 à Nice où il est mort le 21 janvier 1872, est un peintre français.

## Biographie
Hercule Trachel est le fils de Louis Trachel, peintre en bâtiment, et de Madeleine Monier.
Il se forme au collège des jésuites, puis à partir de 1837 à l’Académie de Turin ayant pour maîtres Jean-Baptiste Biscarra et Paul-Émile Barberi ; il signe alors Ercole Trachel.
Il peint principalement pour des mécènes britanniques des paysages niçois, puis en 1853, part en Angleterre. Grace aux multiples commandes de décors intérieurs, il rencontre Nathaniel et Charlotte de Rothschild. Professeur de peinture de cette dernière, Trachel l'accompagne dans toute l'Europe.
Il meurt à son domicile niçois le 21 janvier 1872